# 清拙正澄

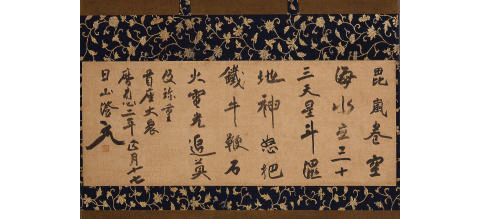
清拙正澄筆遺偈。入寂した暦応2年（1339年）1月17日に認められたもので、「棺割の墨跡」と通称される（後述）。国宝（常盤山文庫所蔵）。

清拙正澄（せいせつ しょうちょう、咸淳10年1月3日（1274年2月11日）- 暦応2年/延元4年1月17日（1339年2月26日））は、鎌倉時代末期から南北朝時代の臨済宗の僧。諡は大鑑禅師。俗姓は劉。福州連江県の出身。月江正印は俗兄にあたる。
中国の元代の福州連江県に生まれ、鎌倉時代末期に来日してからは北条氏の庇護を受け、南禅寺や建長寺ほか五山派寺院の住持を歴任した。大鑑派の祖である。　

## 略歴
15歳のとき福州報恩寺で出家し、開元寺で受戒、平楚聳に師事する。23歳で福州を離れ杭州浄慈寺の愚極慧に師事し、27歳のとき愚極が亡くなると方山文宝に従い、そこで15年ほど過ごした。その間霊隠寺・阿育王山・蒋山等を訪ね古林清茂らと交わった。のち聖因寺・真浄寺に入山した。
泰定3年/嘉暦元年（1326年）6月、日本からの使者・月山友桂らとともに来日。同年8月に博多に到着した。翌嘉暦2年（1327年）正月に京都入りしたのちに鎌倉へ移り、建長寺に入山した。鎌倉在住中に浄智寺、円覚寺の住持を歴任した。元弘3年（1333年）に再び上洛し、建仁寺住持に着任、引き続いて勅命により南禅寺住持に就任した。暦応2年（1339年）1月17日に建仁寺塔頭禅居庵にて66歳で入寂した。
唐僧・百丈懐海の忌日である正月17日に営む「百丈忌」の法要を日本で初めて励行した。清拙を派祖とする一派は大鑑派と称され、天境霊致や霊希世彦、黙庵霊淵といった漢詩や水墨画を能くした名僧が輩出した。著作に『大鑑清規』・『大鑑小清規』・『禅居集』・語録二巻がある。

### 清規の重視
清拙は、禅僧が則るべき規範・儀式である清規の実践を励行し、禅宗寺院における仏事の詳細から僧たちの日常生活における規律などを日本の実情に合わせてまとめた『大鑑清規』を定めた。同書はまた、喫茶儀礼に関する記述を多く含み、禅刹における喫茶の諸形態を知ることのできる資料としても注目されている。

### 大鑑派の派祖
『五山禅林宗派図』に記される清拙の法嗣は33名いるが、この一派は大鑑派と称され、のちに天境霊致にはじまる南禅寺聴松院と、建仁寺禅居庵という二つの拠点が形成された。このほか日本国内で清拙にゆかりある禅刹として、建長寺と博多聖福寺の禅居庵・能登安国寺・山城興聖寺・相模成願寺・信濃開善寺がある。ただし、このうち聖福寺禅居庵・安国寺・興聖寺は廃寺となった。

## エピソード

### 臨終に際して
前年の暮れに死期を悟った清拙は南禅寺住持を辞し、退去先の建仁寺禅居庵で最期を迎えた。清拙は禅林において百丈懐海の命日に営む仏事「百丈忌」を設けたが、正月17日は奇しくも百丈の命日であった。伝えるところでは清拙は最期の日を迎えてもいつもと変わらぬ様子であったが、土岐頼貞親子らに永訣の意を表し形見と遺偈を与えたのち、侍者に末期の句を会すと述べ、絶句する侍者をよそに「今日は百丈和尚の命日なり、吾将に行かん」と大笑、そして集まった弟子たちに説法したのちこの遺偈を書し、筆をなげうって示寂したという。
遺偈は「棺（龕）割の墨跡」の名で世に知られる。これは臨終に間に合わなかった弟子のために、清拙が棺を割って眼を開いて法を授けたのち、再び眼を閉じたという釈迦涅槃の説話のごとき伝説にちなむ。現在は常盤山文庫（神奈川県鎌倉市）の所蔵に帰し、国宝に指定されている。

### 摩利支天信仰
摩利支天は陽光や陽炎を神格化した仏法の守護神である。清拙自身に摩利支天への信仰があったかは定かでないが、建仁寺禅居庵や南禅寺聴松院など大鑑派の拠点となった寺院には、鎮守として摩利支天像が安置され、清拙と摩利支天とのゆかりを伝える縁起が伝わる。